# Drusus trifidus
Drusus trifidus är en nattsländeart som beskrevs av Mclachlan 1868. Drusus trifidus ingår i släktet Drusus och familjen husmasknattsländor. Inga underarter finns listade i Catalogue of Life.